# Toobin'
Toobin' is een videospel dat werd ontwikkeld door Atari Games. Het spel werd in 1988 uitgegeven door Domark Software als arcadespel en de MSX. De bedoeling van het spel is andere auto's van de weg te schieten. Tijdens het spel kan men in een munitie-vrachtwagen rijden en weer bewapend worden.

## Platforms
| Jaar | Platform                                                          |
| ---- | ----------------------------------------------------------------- |
| 1988 | Arcade, MSX                                                       |
| 1989 | Amiga, Amstrad CPC, Atari ST, Commodore 64, DOS, NES, ZX Spectrum |
| 2000 | Game Boy Color                                                    |

## Ontvangst
| Beoordeeld door                | Jaar | Platform       | Score |
| ------------------------------ | ---- | -------------- | ----- |
| CU Amiga                       | 1989 | Amiga          | 82%   |
| The Games Machine (UK)         | 1990 | Amiga          | 80%   |
| Computer and Video Games (CVG) | 1989 | ZX Spectrum    | 78%   |
| Amiga Joker                    | 1989 | Amiga          | 75%   |
| Zzap!                          | 1990 | Commodore 64   | 75%   |
| Zzap!                          | 1990 | Amiga          | 68%   |
| Your Sinclair                  | 1990 | ZX Spectrum    | 60%   |
| Gaming Age                     | 2000 | Game Boy Color | 58%   |
| All Game Guide                 | 2000 | Game Boy Color | 40%   |
| IGN                            | 2000 | Game Boy Color | 30%   |